# Habsburg Eduárd
Habsburg-Lotharingiai Eduárd Károly főherceg (teljes nevén: Habsburg-Lotharingiai Eduárd Károly József Mihály Márk Antal Kálmán Folkold Mária, németül: Eduard Karl Joseph Michael Marcus Antonius Koloman Volkhold Maria von Habsburg-Lothringen) (München, 1967. január 12. –) német-magyar katolikus író, forgatókönyvíró, Magyarország nagykövete a Szent Széknél a Vatikánban és a  Máltai lovagrendnél.

## Élete
Eduárd Habsburg-Lotharingiai Mihály főherceg és Löwenstein-Wertheim-Rosenbergi Krisztina hercegnő gyermeke. Szépapjai között van József nádor és Ferenc József császár is. Felesége Maria Theresia von Gudenus bárónő, akitől hat gyermeke született.
2015 óta Magyarország vatikáni nagykövete.

## Művei
- Das Ende des Neuthomismus – die 68er, das Konzil und die Dominikaner. Nova et Vetera, Bonn, 2007, ISBN 3-936741-43-3
- Luyten, Norbertus (gemeinsam mit Jörgen Vijgen). In: Thomistenlexikon, Hrsg. V. David Berger und Jörgen Vijgen, Nova et vetera, Bonn, 2006
- Wyser, Paul (gemeinsam mit David Berger) In: Thomistenlexikon, Hrsg. V. David Berger und Jörgen Vijgen, Nova et vetera, Bonn, 2006
- Der „Fürst der Neuplatoniker“ – Gallus M. Manser und Plotin. In: Doctor Angelicus. Annuarium Thomisticum Internationale, Vol. VI, 2006
- Grafenegg – Das Schloss (Schlossführer), 2007
- Die Reise mit Nella. Thiele und Brandstätter, München/Bécs, 2008, ISBN 978-3-85179-016-0
- Der Schlosspark Grafenegg (Parkführer). Tulln, 2008
- James Bond in 60 Minuten. Thiele, München/Bécs, 2008 (Jonathan Byron néven)
- Harry Potter in 60 Minuten. Thiele, München/Bécs, 2008 (Jonathan Byron néven)
- Wo Grafen schlafen. Was ist wo im Schloß und warum? C. H. Beck, 2011
- Renaissanceschloss Schallaburg (Schlossführer). Schallaburg/Melk, 2011
- Lena in Waldersbach. Eine Erzählung. C. H. Beck, 2013, ISBN 978-3-406-64494-8